# Jan Zbigniew Mikulski
Jan Zbigniew Mikulski (ur. 16 lipca 1907 w Druskienikach, zm. 20 lipca 1999 w Londynie) – polski lotnik i szybownik, instruktor szybownictwa wojska Polskiego i LOPP, lotnik PSZ i RAF, major lotnictwa i instruktor lotniczy w Pakistańskich Siłach Powietrznych (RPAF).

## Młodość i okres międzywojenny
Syn Wincentego Mikulskiego i Alberty z d. Czechowicz. Dzieciństwo spędził w Petersburgu; rodzina mieszkała w Gatczynie nieopodal lotniska: od dziecka interesował się samolotami. Po odrodzeniu państwa polskiego w lutym 1919 powrócił do kraju: mieszkał w Grodnie, a następnie w Wilnie, gdzie też zdał maturę.
W 1929–1930 uczęszczał na kurs lotniczy w Aeroklubie Wileńskim na lotnisku w Porubanku uzyskując kwalifikacje pilota wśród pierwszych kursantów. Odbył służbę wojskową w lotnictwie.
W 1933 przeniósł się do Pińska, gdzie pracował jako urzędnik w tamtejszym sądzie. W tym samym roku ukończył kurs szybowniczy w Aeroklubie Lwowskim w Bezmiechowej, uzyskując uprawnienia instruktorskie.
W 1934 po ukończeniu dodatkowych szkoleń został komendantem i instruktorem szybownictwa Wołyńskiej Szkoły Szybowcowej LOPP w Sokolej Górze pod Krzemieńcem w powiecie łuckim, którą kierował aż do II wojny światowej.
Ustanowił szereg rekordów Polski w lotach na szybowcach.
Latem 1938 skończył kurs akrobacji szybowcowej i lotów na motoszybowcach w Katowicach.

## II wojna światowa
W obronie Polski z września '39, dołączył jako ochotnik do 24 eskadry rozpoznawczej 2 pułku lotniczego na Wołyniu. Latał na RWD 8, który zarekwirował z Wołyńskiej Szkoły Szybowcowej.
Przez Węgry, Jugosławię, Grecję przedostał się do Francji, gdzie od XI 1939 stacjonował w bazie lotniczej Lyon Bron jako pilot i tłumacz jednostki.
Po upadku Francji, w końcu VI 1940 ewakuował się z jednostką do Wielkiej Brytanii przez Saint Jean de Luz.
Włączony do PSP w Wlk. Brytanii i RAF jako czynny pilot (General Duties Pilot, nr identyfikacyjny P.2818); w jednostce liniowej od 1 września 1940, pilotował samoloty w jednostce RAF-u działającej na potrzeby Marynarki Wojennej. Wszechstronnie wyszkolony latał na różnych typach maszyn.
W latach 1941–1944 w Polskim Oddziale Transportowym na trasie Pakistan-Egipt-Afryka Zachodnia. W 1942 przez pewien czas również instruktor szybownictwa w RAF w Egipcie.
20 sierpnia 1945 został przeniesiony do 229 Grupy RAF. Latał w Indiach i Birmie.

## Okres powojenny
W 1947 wrócił do Wlk. Bryt. dołączając do Polskiego Korpusu Przysposobienia i Rozmieszczenia; pracował jako kontroler ruchu lotniczego (Air Traffic Control Officer) w stacji RAF Cottesmore. Współorganizował Sekcję Szybowcowa przy Stowarzyszeniu Lotników Polskich określanej jako „Truly a galaxy of talent” przez periodyki lotnicze i. Był wiceprezesem sekcji.
26 sierpnia 1948, wraz z A. Grzegrzułką, ustanowił rekord Polski w długotrwałości lotu szybowcem: 15 godz 38 min na szybowcu T-21-B.
Został zdemobilizowany 20 grudnia 1948 z RAF i PSZ.
W lutym 1949 zaangażował się do Pakistańskich Sił Powietrznych RPAF i przeprowadził się do Pakistanu do Karaczi. Kraj ten – Indie Brytyjskie – był mu znany z okresu II wojny, gdy latał tam w ramach RAF.
Początkowo pracował jako pilot (General Duties Pilot), a następnie organizował centralną szkołę szybowcową (Central Gliding School) szkolącą kadry lotnictwa wojskowego. Wzorował się na wypracowanym modelu Wołyńskiej Szkoły Szybowcowej (szkolenia na szybowcu jako początek szkoleń lotniczych, obozy kondycyjne). Pełnił obowiązki jej komendanta i instruktora (Chief Gliding Instructor and Officer Commanding CGS). Organizował szkoły szybowcowe tzw. Air Scouts (później znane jako Shaheen Air Training Corps Cadets) i szkolił instruktorów w stacjach lotniczych w Lahore, Chaklala, Dacca i Chittagong.
Inicjator szybownictwa w Pakistanie – pierwszy lot w 1950 r.
W III 1957 za zasługi i jako jeden z pierwszych, został odznaczony orderem Tamgha-i-Basalat, jednym z najwyższych odznaczeń pakistańskich, jako pierwszy cudzoziemiec.
W latach 1961–1962 był szefem wyszkolenia szybowcowego w pakistańskim Departamencie Lotnictwa Cywilnego, jak również instruktorem w Aeroklubie Karaczi.
W tym okresie kilkakrotnie osiągnął przewyższenie kwalifikujące do Złotej Odznaki Szybowcowej.
Po przejściu na emeryturę wrócił do Wlk. Brytanii w XI 1964, gdzie przez lata udzielał się jako instruktor szybownictwa w London Gliding Club, Dunstable / Luton.
Wieloletni wiceprezes londyńskiego kola Stowarzyszenia Lotników Polskich, odznaczony honorową odznaką Stowarzyszenia.

## Życie rodzinne
7 listopada 1936 pobrał się z Marią Younga de Lenie, pierwszą polską instruktorką szybownictwa, z którą razem pracował w Wołyńskiej Szkoły Szybowcowej. Ze związku narodziła się córka Anna, Janina 9 listopada 1938, zmarła na deportacji w Gieorgiewce (okolice Semipałatyńska) w Kazachstanie, zimą 1940 r.

## Awanse
- General Duty Pilot od VII 1940: sukcesywnie Sgt, F/Sgt i W/O do X 1944
- Flying Officer X 1944
- Flight Lieutenant IX 1950
- Squadron Leader IV 1955
- Podpułkownik WP, 10 XI 1990 zarz. Prezydenta RP R. Kaczorowskiego

## Odznaczenia
- Krzyż Zasługi, złoty 11 listopada 1990 przez Prezydenta RP R. Kaczorowskiego
- Krzyż Zasługi z Mieczami, brązowy
- Medal Lotniczy (czterokrotnie)
- Brytyjska Gwiazda za Wojnę 1939–1945
- Brytyjska Gwiazda Afryki z klamrą „North Africa 1942-43"
- Brytyjski Medal Obrony
- Brytyjski Medal Wojny 1939–1945
- Francuski Croix du Combattant Volontaire de la guerre de 1939-1945
- Francuski Medal Pamiątkowy za Wojnę 1939–1945 (Medaille commemorative de la Guerre 1939-1945)
- Pakistańskie Tamgha-i-Basalat (Medal of Good Conduct), 23 III 1957
- Pakistańskie Tamgha-e-Jamhuria (Republic Commemoration Medal), 1956